# سن هیمه

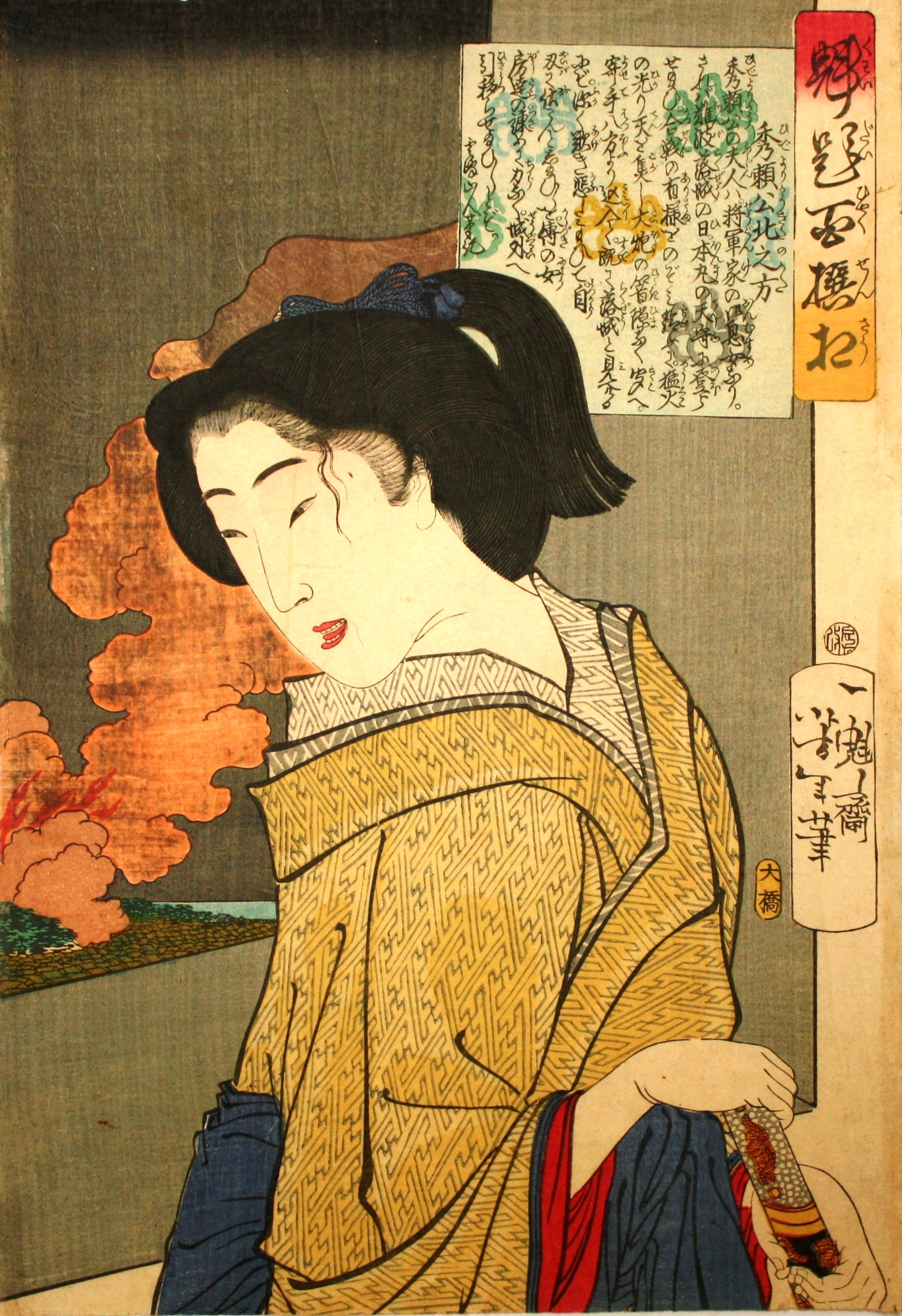
سن هیمه اثر تسوکیوکا یوشیتوشی.

سن هیمه (به ژاپنی: 千姫) (۲۶ مه، ۱۵۹۷ – ۱۱ مارس، ۱۶۶۶) دختر و فرزند ارشد دومین شوگون توکوگاوا هیده‌تادا و همسرش اوایو بود. او در طول دوره دوره سنگوکو متولد شد. جد پدری او بنیان‌گذار شوگون‌سالاری توکوگاوا، توکوگاوا ایه‌یاسو بود. پدربزرگ مادری او آزای ناگاماسا بود. مادر بزرگ او اوایچی، خواهر کوچکتر اودا نوبوناگا بود. زمانی که او شش یا هفت ساله بود، پدربزرگش او را به ازدواج تویوتومی هیده‌یوری (متولد ۱۵۹۳ میلادی)، که پسر و جانشین تویوتومی هیده‌یوشی بود، درآورد.

## زندگی

### زندگی اولیه
او در سال ۱۵۹۷ به عنوان بزرگ‌ترین دختر دایمیو و بعدها شوگون توکوگاوا هیده‌تادا و همسرش اوایو در دوره سنگوکو به دنیا آمد. پدربزرگ مادری او آزای ناگاماسا بود. مادربزرگ او اویچی بود که برادرش اودا نوبوناگا بود. وقتی شش یا هفت ساله بود، پدربزرگش مؤسس شوگون‌سالاری توکوگاوا بود. پدربزرگش می‌خواست او با تویوتومی هیده‌یوری (تولد ۱۵۹۳) که پسر و جانشین تویوتومی هیده‌یوشی بود ازدواج کند.
در سال ۱۶۰۳، هنگامی که سن هیمه هفت ساله و تویوتومی هیده‌یوری یازده ساله بود، آنها ازدواج کرد و با با مادرشوهرش (خاله) یودو دونو در قلعه اوساکا زندگی کرد. یودو دونو خواهر اوایو، مادر سن هیمه بودک او همراه با ندیمه اش، (ناخواهری مادرش) گیوبوکیو نو تسوبونه قلعه اوساکا آمد. با وجود اینکه این دو پسر خاله و دخترخاله ازدواج سیاسی داشتند، اما گفته می‌شود که بسیار نزدیک و دوست بودند. با این حال، این دو در طول زندگی خود صاحب فرزند نشدند.
در آوریل ۱۶۰۵، توکوگاوا ایه‌یاسو از سمت خود به عنوان شوگون استعفا داد. او عنوان سی تایشوگون را به پسرش توکوگاوا هیده‌تادا سپرد. این بدان معناست که از این پس جایگاه شوگون در خانواده توکوگاوا به ارث می‌رسد.
این باعث عصبانیت یودو دونو شد. توکوگاوا آیه یاسو از تویوتومی هیده‌یوری درخواست کرد که به کیوتو بیاید و با او در کیوتو ملاقاتی داشته باشد، اما یودو دونو نپذیرفت. او معتقد بود که اگر به این درخواست جواب مثبت بدهد، به این معنی است که تویوتومی هیده‌ه‌یوری از توکوگاوا ایه‌یاسو اطاعت می‌کند. در این مرحله، شکافی بین توکوگاوا ایه‌یاسو و یودو دونو به وجود آمد.
با این حال، در سال ۱۶۱۱، توکوگاوا ایه‌یاسو برای به تخت نشستن امپراتور گومیزونو به کیوتو رفت. در آن زمان، تویوتومی هیده‌یوری گفت: «می‌خواهم با پدربزرگ سن هیمه ملاقات کنم» و سرانجام توانستند در قلعه نیجو (استان کیوتو کنونی) مخاطبی داشته باشند. در این زمان تویوتومی هیدیوری ۱۹ ساله بود. او به مردی خوش تیپ و قد بلند تبدیل شده بود. توکوگاوا ایه‌یاسو از این چهره احساس خطر کرد. توکوگاوا ایه‌یاسو که دیگر کوچک‌ترین تمایلی برای بازگرداندن قدرت به خاندان تویوتومی نداشت، بهانه ای به نام «حادثه ناقوس معبد هوکو» تراشید و در سال ۱۶۱۴ «محاصره زمستانی اوساکا» را به صحنه برد. به خانواده تویوتومی حمله کرد.
اگرچه آنها زمانی پس از آن آشتی کردند، محاصره تابستانی اوساکا دوباره در سال ۱۶۱۵ آغاز شد. پدربزرگش توکوگاوا ایه‌یاسو، در سال ۱۶۱۵، زمانی که او نوزده ساله بود، قلعه را محاصره کرد. سن هیمه قبل از سقوط از قلعه نجات یافت. زمانی که قلعه اوساکا سقوط کرد، هیده‌یوری در کنار مادرش دست به خودکشی آیینی زد، پسر هیده‌یوری که از یک زن غیر اصلی داشت در سن ۷ سالگی اعدام شد. سن هیمه همچنین دختر تویوتومی هیده‌یوری که از زن دیگری داشت به نام تنشونی را نجات داد و بعداً او را به فرزندی پذیرفت.

## همسری با هوندا تاداتوکی
پس از مرگ شوهر اولش به ازدواج هوندا تاداتوکی درآمد.
انسی-این یا «کاتسوهیمه» تنها فرزند و دختر سن هیمه و هوندا تاداتوکی بود.